# Bahnstrecke White River Junction–Lennoxville
| Streckenlänge: | 227 km               |                                      |                                      |
| Spurweite: | 1435 mm (Normalspur) |                                      |                                      |
| |                      |                                      |                                      |
| \| \| \| von Windsor \| \| \| \| \| Verbindung in Richtung Concord \| \| \| \| \| nach Burlington \| \| \| \| 0,00 \| White River Junction VT \| White River Junction VT \| \| \| \| Strecke Concord–White River Junction \| \| \| \| \| Verbindung aus Richtung Concord \| \| \| \| \| White River \| \| \| \| 2,96 \| Wilder VT (früher Olcott) \| Wilder VT (früher Olcott) \| \| \| ? \| Montshire Museum of Science \| Montshire Museum of Science \| \| \| 6,60 \| Norwich VT (früher Norwich-Hanover) \| Norwich VT (früher Norwich-Hanover) \| \| \| \| Ompompanoosuc River \| \| \| \| 15,27 \| Kendall VT (früher Pompanoosuc) \| Kendall VT (früher Pompanoosuc) \| \| \| 22,68 \| Thetford VT \| Thetford VT \| \| \| 26,23 \| Northboro VT (früher North Thetford) \| Northboro VT (früher North Thetford) \| \| \| 29,95 \| Ely VT \| Ely VT \| \| \| 34,47 \| Fairlee VT (früher Fairlee&Orford) \| Fairlee VT (früher Fairlee&Orford) \| \| \| 43,60 \| Piermont VT \| Piermont VT \| \| \| \| Waits River \| \| \| \| 45,51 \| Bradford VT \| Bradford VT \| \| \| \| Peach Brook \| \| \| \| 51,80 \| Conicut VT (früher South Newbury) \| Conicut VT (früher South Newbury) \| \| \| 56,65 \| Newbury VT \| Newbury VT \| \| \| \| Wells River \| \| \| \| \| Verbindung in Richtung Concord \| \| \| \| 64,95 \| Wells River VT (Keilbahnhof) \| Wells River VT (Keilbahnhof) \| \| \| \| von Concord \| \| \| \| \| nach Montpelier \| \| \| \| 71,23 \| East Ryegate VT \| East Ryegate VT \| \| \| 77,72 \| McIndoes VT (früher McIndoes Falls) \| McIndoes VT (früher McIndoes Falls) \| \| \| \| \| \| \| \| 81,93 \| Barnet VT \| Barnet VT \| \| \| \| Anschluss Comerford-Stausee \| \| \| \| 86,33 \| Inwood VT (früher East Barnet) \| Inwood VT (früher East Barnet) \| \| \| \| Passumpsic River \| \| \| \| \| Interstate 91 \| \| \| \| \| Passumpsic River \| \| \| \| \| Joe’s Brook \| \| \| \| \| Passumpsic River (4×) \| \| \| \| 92,63 \| Passumpsic VT \| Passumpsic VT \| \| \| \| Passumpsic River \| \| \| \| \| Interstate 91 \| \| \| \| \| Passumpsic River \| \| \| \| \| Sleepers River \| \| \| \| \| von Maquam \| \| \| \| 97,43 \| St. Johnsbury VT \| St. Johnsbury VT \| \| \| \| nach Lunenburg \| \| \| \| 101,68 \| Centervale VT \| Centervale VT \| \| \| ? \| Anschluss Gordon Mills \| Anschluss Gordon Mills \| \| \| \| Passumpsic River \| \| \| \| 109,77 \| Lyndon VT \| Lyndon VT \| \| \| 111,51 \| Lyndonville VT \| Lyndonville VT \| \| \| \| Passumpsic River \| \| \| \| \| Calendar Brook \| \| \| \| ? \| Folsom VT \| Folsom VT \| \| \| 123,97 \| West Burke VT \| West Burke VT \| \| \| 127,81 \| Sutton VT \| Sutton VT \| \| \| ? \| Summit VT \| Summit VT \| \| \| ? \| Perry VT \| Perry VT \| \| \| 137,05 \| Kimball VT (früher South Barton) \| Kimball VT (früher South Barton) \| \| \| 144,63 \| Barton VT \| Barton VT \| \| \| \| Barton River (5×) \| \| \| \| \| Blue Line Railroad (Waldbahn) \| \| \| \| 152,98 \| Orleans VT (früher Barton Landing) \| Orleans VT (früher Barton Landing) \| \| \| \| Interstate 91 \| \| \| \| \| Barton River (2×) \| \| \| \| 160,00 \| Coventry VT \| Coventry VT \| \| \| \| Barton River \| \| \| \| \| Lake Memphremagog (South Bay) \| \| \| \| ? \| Newport VT (Güterbahnhof) \| Newport VT (Güterbahnhof) \| \| \| \| Lake Memphremagog (South Bay) \| \| \| \| 167,52 \| Newport VT \| Newport VT \| \| \| \| nach Farnham \| \| \| \| \| Lake Memphremagog (South Bay) \| \| \| \| \| Anschluss Columbia Forest Products \| \| \| \| 175,76 \| North Derby VT \| North Derby VT \| \| \| \| Vermont (USA)/Québec (Kanada) \| \| \| \| \| Verbindung nach Stanstead \| \| \| \| 177 \| Beebe Junction QC \| Beebe Junction QC \| \| \| \| von Stanstead \| \| \| \| 183 \| Tomifobia QC \| Tomifobia QC \| \| \| \| Tomifobia River (3×) \| \| \| \| 190 \| Boynton QC \| Boynton QC \| \| \| \| Autoroute 55 \| \| \| \| \| Tomifobia River \| \| \| \| 198 \| Ayer’s Cliff QC \| Ayer’s Cliff QC \| \| \| \| Tomifobia River \| \| \| \| ? \| Massawippi QC \| Massawippi QC \| \| \| ? \| Perkin’s Point QC \| Perkin’s Point QC \| \| \| 212 \| North Hatley QC \| North Hatley QC \| \| \| \| Rivière Massawippi \| \| \| \| ? \| Eustis QC \| Eustis QC \| \| \| 220 \| Capelton QC \| Capelton QC \| \| \| \| von Island Pond \| \| \| \| 227 \| Lennoxville QC (Inselbahnhof) \| Lennoxville QC (Inselbahnhof) \| \| \| \| Strecke Brookport–Mattawamkeag \| \| \| \| \| nach Montreal \| \| |                      |                                      |                                      |
| Strecke |                      | von Windsor                          | von Windsor                          |
| Abzweig geradeaus und nach rechts |                      | Verbindung in Richtung Concord       | Verbindung in Richtung Concord       |
| Abzweig geradeaus und nach links |                      | nach Burlington                      | nach Burlington                      |
| Bahnhof | 0,00                 | White River Junction VT              | White River Junction VT              |
| Kreuzung (Querstrecke außer Betrieb) |                      | Strecke Concord–White River Junction | Strecke Concord–White River Junction |
| Abzweig geradeaus und von rechts |                      | Verbindung aus Richtung Concord      | Verbindung aus Richtung Concord      |
| Brücke über Wasserlauf |                      | White River                          | White River                          |
| Dienststation / Betriebs- oder Güterbahnhof | 2,96                 | Wilder VT (früher Olcott)            | Wilder VT (früher Olcott)            |
| Haltepunkt / Haltestelle | ?                    | Montshire Museum of Science          | Montshire Museum of Science          |
| Bahnhof | 6,60                 | Norwich VT (früher Norwich-Hanover)  | Norwich VT (früher Norwich-Hanover)  |
| Brücke über Wasserlauf |                      | Ompompanoosuc River                  | Ompompanoosuc River                  |
| ehemaliger Haltepunkt / Haltestelle | 15,27                | Kendall VT (früher Pompanoosuc)      | Kendall VT (früher Pompanoosuc)      |
| Dienststation / Betriebs- oder Güterbahnhof | 22,68                | Thetford VT                          | Thetford VT                          |
| Dienststation / Betriebs- oder Güterbahnhof | 26,23                | Northboro VT (früher North Thetford) | Northboro VT (früher North Thetford) |
| Dienststation / Betriebs- oder Güterbahnhof | 29,95                | Ely VT                               | Ely VT                               |
| Dienststation / Betriebs- oder Güterbahnhof | 34,47                | Fairlee VT (früher Fairlee&Orford)   | Fairlee VT (früher Fairlee&Orford)   |
| ehemaliger Haltepunkt / Haltestelle | 43,60                | Piermont VT                          | Piermont VT                          |
| Brücke über Wasserlauf |                      | Waits River                          | Waits River                          |
| Dienststation / Betriebs- oder Güterbahnhof | 45,51                | Bradford VT                          | Bradford VT                          |
| Brücke über Wasserlauf |                      | Peach Brook                          | Peach Brook                          |
| ehemaliger Haltepunkt / Haltestelle | 51,80                | Conicut VT (früher South Newbury)    | Conicut VT (früher South Newbury)    |
| ehemaliger Bahnhof | 56,65                | Newbury VT                           | Newbury VT                           |
| Brücke über Wasserlauf |                      | Wells River                          | Wells River                          |
| Abzweig geradeaus und nach rechts |                      | Verbindung in Richtung Concord       | Verbindung in Richtung Concord       |
| Dienststation / Betriebs- oder Güterbahnhof | 64,95                | Wells River VT (Keilbahnhof)         | Wells River VT (Keilbahnhof)         |
| Abzweig geradeaus und ehemals von rechts |                      | von Concord                          | von Concord                          |
| Abzweig geradeaus und ehemals nach links |                      | nach Montpelier                      | nach Montpelier                      |
| Dienststation / Betriebs- oder Güterbahnhof | 71,23                | East Ryegate VT                      | East Ryegate VT                      |
| ehemaliger Bahnhof | 77,72                | McIndoes VT (früher McIndoes Falls)  | McIndoes VT (früher McIndoes Falls)  |
| Brücke über Wasserlauf |                      |                                      |                                      |
| Dienststation / Betriebs- oder Güterbahnhof | 81,93                | Barnet VT                            | Barnet VT                            |
| Abzweig geradeaus und ehemals von rechts |                      | Anschluss Comerford-Stausee          | Anschluss Comerford-Stausee          |
| ehemaliger Haltepunkt / Haltestelle | 86,33                | Inwood VT (früher East Barnet)       | Inwood VT (früher East Barnet)       |
| Brücke über Wasserlauf |                      | Passumpsic River                     | Passumpsic River                     |
| Strecke mit Straßenbrücke |                      | Interstate 91                        | Interstate 91                        |
| Brücke über Wasserlauf |                      | Passumpsic River                     | Passumpsic River                     |
| Brücke über Wasserlauf |                      | Joe’s Brook                          | Joe’s Brook                          |
| Brücke über Wasserlauf |                      | Passumpsic River (4×)                | Passumpsic River (4×)                |
| ehemaliger Bahnhof | 92,63                | Passumpsic VT                        | Passumpsic VT                        |
| Brücke über Wasserlauf |                      | Passumpsic River                     | Passumpsic River                     |
| Strecke mit Straßenbrücke |                      | Interstate 91                        | Interstate 91                        |
| Brücke über Wasserlauf |                      | Passumpsic River                     | Passumpsic River                     |
| Brücke über Wasserlauf |                      | Sleepers River                       | Sleepers River                       |
| Abzweig geradeaus und ehemals von links |                      | von Maquam                           | von Maquam                           |
| Dienststation / Betriebs- oder Güterbahnhof | 97,43                | St. Johnsbury VT                     | St. Johnsbury VT                     |
| Abzweig geradeaus und nach rechts |                      | nach Lunenburg                       | nach Lunenburg                       |
| ehemaliger Haltepunkt / Haltestelle | 101,68               | Centervale VT                        | Centervale VT                        |
| Dienststation / Betriebs- oder Güterbahnhof | ?                    | Anschluss Gordon Mills               | Anschluss Gordon Mills               |
| Brücke über Wasserlauf |                      | Passumpsic River                     | Passumpsic River                     |
| ehemaliger Haltepunkt / Haltestelle | 109,77               | Lyndon VT                            | Lyndon VT                            |
| Dienststation / Betriebs- oder Güterbahnhof | 111,51               | Lyndonville VT                       | Lyndonville VT                       |
| Brücke über Wasserlauf |                      | Passumpsic River                     | Passumpsic River                     |
| Brücke über Wasserlauf |                      | Calendar Brook                       | Calendar Brook                       |
| ehemaliger Haltepunkt / Haltestelle | ?                    | Folsom VT                            | Folsom VT                            |
| Dienststation / Betriebs- oder Güterbahnhof | 123,97               | West Burke VT                        | West Burke VT                        |
| ehemaliger Haltepunkt / Haltestelle | 127,81               | Sutton VT                            | Sutton VT                            |
| ehemaliger Haltepunkt / Haltestelle | ?                    | Summit VT                            | Summit VT                            |
| ehemaliger Haltepunkt / Haltestelle | ?                    | Perry VT                             | Perry VT                             |
| ehemaliger Bahnhof | 137,05               | Kimball VT (früher South Barton)     | Kimball VT (früher South Barton)     |
| Dienststation / Betriebs- oder Güterbahnhof | 144,63               | Barton VT                            | Barton VT                            |
| Brücke über Wasserlauf |                      | Barton River (5×)                    | Barton River (5×)                    |
| Abzweig geradeaus und ehemals von rechts |                      | Blue Line Railroad (Waldbahn)        | Blue Line Railroad (Waldbahn)        |
| Dienststation / Betriebs- oder Güterbahnhof | 152,98               | Orleans VT (früher Barton Landing)   | Orleans VT (früher Barton Landing)   |
| Strecke mit Straßenbrücke |                      | Interstate 91                        | Interstate 91                        |
| Brücke über Wasserlauf |                      | Barton River (2×)                    | Barton River (2×)                    |
| ehemaliger Haltepunkt / Haltestelle | 160,00               | Coventry VT                          | Coventry VT                          |
| Brücke über Wasserlauf |                      | Barton River                         | Barton River                         |
| Brücke über Wasserlauf |                      | Lake Memphremagog (South Bay)        | Lake Memphremagog (South Bay)        |
| Dienststation / Betriebs- oder Güterbahnhof | ?                    | Newport VT (Güterbahnhof)            | Newport VT (Güterbahnhof)            |
| Brücke über Wasserlauf |                      | Lake Memphremagog (South Bay)        | Lake Memphremagog (South Bay)        |
| Dienststation / Betriebs- oder Güterbahnhof | 167,52               | Newport VT                           | Newport VT                           |
| Abzweig geradeaus und nach links |                      | nach Farnham                         | nach Farnham                         |
| Brücke über Wasserlauf |                      | Lake Memphremagog (South Bay)        | Lake Memphremagog (South Bay)        |
| Betriebs-/Güterbahnhof Strecke ab hier außer Betrieb |                      | Anschluss Columbia Forest Products   | Anschluss Columbia Forest Products   |
| Bahnhof (Strecke außer Betrieb) | 175,76               | North Derby VT                       | North Derby VT                       |
| Grenze (Strecke außer Betrieb) |                      | Vermont (USA)/Québec (Kanada)        | Vermont (USA)/Québec (Kanada)        |
| Abzweig geradeaus und nach rechts (Strecke außer Betrieb) |                      | Verbindung nach Stanstead            | Verbindung nach Stanstead            |
| Bahnhof (Strecke außer Betrieb) | 177                  | Beebe Junction QC                    | Beebe Junction QC                    |
| Abzweig geradeaus und von rechts (Strecke außer Betrieb) |                      | von Stanstead                        | von Stanstead                        |
| Haltepunkt / Haltestelle (Strecke außer Betrieb) | 183                  | Tomifobia QC                         | Tomifobia QC                         |
| Brücke über Wasserlauf (Strecke außer Betrieb) |                      | Tomifobia River (3×)                 | Tomifobia River (3×)                 |
| Haltepunkt / Haltestelle (Strecke außer Betrieb) | 190                  | Boynton QC                           | Boynton QC                           |
| Strecke mit Straßenbrücke (Strecke außer Betrieb) |                      | Autoroute 55                         | Autoroute 55                         |
| Brücke über Wasserlauf (Strecke außer Betrieb) |                      | Tomifobia River                      | Tomifobia River                      |
| Bahnhof (Strecke außer Betrieb) | 198                  | Ayer’s Cliff QC                      | Ayer’s Cliff QC                      |
| Brücke über Wasserlauf (Strecke außer Betrieb) |                      | Tomifobia River                      | Tomifobia River                      |
| Haltepunkt / Haltestelle (Strecke außer Betrieb) | ?                    | Massawippi QC                        | Massawippi QC                        |
| Haltepunkt / Haltestelle (Strecke außer Betrieb) | ?                    | Perkin’s Point QC                    | Perkin’s Point QC                    |
| Bahnhof (Strecke außer Betrieb) | 212                  | North Hatley QC                      | North Hatley QC                      |
| Brücke über Wasserlauf (Strecke außer Betrieb) |                      | Rivière Massawippi                   | Rivière Massawippi                   |
| Haltepunkt / Haltestelle (Strecke außer Betrieb) | ?                    | Eustis QC                            | Eustis QC                            |
| Haltepunkt / Haltestelle (Strecke außer Betrieb) | 220                  | Capelton QC                          | Capelton QC                          |
| Abzweig ehemals geradeaus und von rechts |                      | von Island Pond                      | von Island Pond                      |
| Dienststation / Betriebs- oder Güterbahnhof | 227                  | Lennoxville QC (Inselbahnhof)        | Lennoxville QC (Inselbahnhof)        |
| Kreuzung |                      | Strecke Brookport–Mattawamkeag       | Strecke Brookport–Mattawamkeag       |
| Strecke |                      | nach Montreal                        | nach Montreal                        |

Die Bahnstrecke White River Junction–Lennoxville ist eine eingleisige Eisenbahnstrecke in Vermont (Vereinigte Staaten) und Québec (Kanada). Sie ist 227 Kilometer lang und verbindet unter anderem die Städte White River Junction, Wells River, St. Johnsbury, Newport und Lennoxville. Nur der Abschnitt von White River Junction nach Newport ist noch in Betrieb und wird durch die Washington County Railroad im Güterverkehr betrieben. Ein gelegentlich verkehrender Ausflugszug, der White River Flyer fährt über die etwa sieben Kilometer von White River Junction nach Norwich.

## Geschichte

### Vorgeschichte
Bereits am 10. November 1835 wurde eine Konzession zum Bau einer Strecke von der Grenze nach Massachusetts durch die Täler des Connecticut River, Passumpsic River und Barton River bis nach Kanada ausgegeben und die Connecticut and Passumpsic Rivers Railroad (C&PR) gegründet. Mangels Geld konnte die Gesellschaft jedoch nicht mit dem Bahnbau beginnen. Auch nachdem 1843 die Konzession erneuert worden war, kam es nicht zum Bau der Strecke. Erst als der Bundesstaat am 5. November 1845 beschloss, die Konzession in zwei Teilabschnitte aufzuspalten, deren Grenze in White River Junction sein sollte, konnte genügend Geld aufgebracht werden. Die C&PR übernahm den nördlichen Teil der Konzessionsstrecke von White River Junction bis zur kanadischen Grenze bei Derby. 

### Bau
1846 begannen die Bauvorbereitungen und Mitte 1848 wurden die ersten Gleise verlegt. In White River Junction war zu diesem Zeitpunkt bereits die Strecke von Concord in Betrieb, zu der eine Gleisverbindung eingebaut wurde. Am 10. Oktober 1848 wurde der erste Abschnitt von dort bis nach Bradford eröffnet. Am 6. November 1848 war Wells River erreicht, im Oktober 1850 McIndoes, am 28. November 1850 St. Johnsbury. Offiziell wurde die Strecke bis St. Johnsbury am 23. Januar 1851 eröffnet. Da die kanadische Regierung der Bahngesellschaft keine Konzession für eine Strecke in ihrem Land erteilen wollte, stagnierten die Bauarbeiten an dieser Stelle. Am 21. Oktober 1857 wurde die Strecke bis Barton verlängert, im September 1859 kam das kurze Stück bis Barton Landing (später Orleans) hinzu. Am 14. Oktober 1863 fuhren die ersten Züge bis Newport und erst am 1. Mai 1867 war die kanadische Grenze bei North Derby erreicht.
Inzwischen hatte 1862 die Massawippi Valley Railway in Kanada eine Konzession erhalten, eine Strecke von Lennoxville bis zur Grenze bei North Derby zu bauen. Die C&PR pachtete diese Bahngesellschaft am 1. Juli 1870, dem Eröffnungstag dieser Strecke. In Lennoxville hatte die Strecke zu diesem Zeitpunkt nur Anschluss an die in Kolonialspur (1676 mm) gebaute Bahnstrecke Montreal–Island Pond der Grand Trunk Railway. Da die Züge bis Sherbrooke fahren sollten, baute die Grand Trunk eine dritte Schiene zwischen Lennoxville und Sherbrooke und gestattete die Mitbenutzung dieses Abschnitts. Nur wenige Jahre später spurte die Grand Trunk ihre gesamte Strecke auf Normalspur um.

### Weitere Entwicklung
Am 1. Januar 1887 pachtete die Boston and Lowell Railroad die Bahnstrecke. Noch im gleichen Jahr wurde diese Gesellschaft ihrerseits durch die Boston and Maine Railroad gepachtet, die nun die Betriebsführung übernahm und die Strecke als Passumpsic Division in ihr Netz eingliederte. Am 9. Januar 1926 endete die Betriebsführung der Boston&Maine nördlich von Wells River. Die Canadian Pacific Railway pachtete den Abschnitt von dort bis Lennoxville, verpachtete jedoch ihrerseits den nördlichen Teil der Strecke zwischen Newport und Lennoxville an die Quebec Central Railway.
Bereits Anfang der 1950er Jahre ersetzten Busse die Personenzüge der Quebec Central Railway zwischen Newport und Sherbrooke. Im Herbst 1965 endete mit der Einstellung der Expresszüge von Boston nach Montreal der Personenverkehr auf der restlichen Strecke. 1990 legte die Quebec Central ihre Strecke zwischen Beebe Junction und Lennoxville still, 1996 folgte der Abschnitt von Newport bis Beebe Junction. 
1983 hatte die Guilford Transportation die Boston&Maine und damit auch den Abschnitt zwischen White River Junction und Wells River übernommen. Sie stellte 1995 den Güterverkehr zwischen Wilder und Wells River ein, im Dezember 1998 auch zwischen White River Junction und Wilder. Ende 1999 kaufte der Bundesstaat die Strecke und ab Februar 2000 befuhr die Vermont Railway die Strecke im Gelegenheitsverkehr. Den mittleren Abschnitt von Wells River bis Newport verkaufte die Canadian Pacific im September 1996 an die Northern Vermont Railroad, die ab Mai 2000 auch den Abschnitt von White River Junction betrieb. Ende 2002 meldete die Northern Vermont Konkurs an und die Washington County Railroad kaufte die Strecke und startete am 10. Januar 2003 den Güterverkehr wieder. Auf dem Abschnitt White River Junction–Norwich verkehrt regelmäßig ein Touristenzug, der White River Flyer, der durch die Green Mountain Railroad betrieben wird.

## Streckenbeschreibung
Die Strecke zweigt in White River Junction von der Bahnstrecke Windsor–Burlington ab und verläuft zunächst am Westufer des Connecticut River nordwärts. Sie überquert dabei die rechten Zuflüsse des Connecticut, darunter den White River, Ompompanoosuc River, Waits River und Wells River. Nach 65 Kilometern ist der Knotenbahnhof Wells River erreicht. Früher bestand hier ein Gleisdreieck zur Strecke nach Concord. Der Bahnhof war als Keilbahnhof ausgebaut, an der Verbindungskurve aus Richtung White River Junction nach Concord gab es keinen Bahnsteig. Ab 1926 fuhren alle Züge der Boston&Maine von White River Junction kommend über diese Verbindungskurve nach Woodsville, wo die Umsteigebeziehungen zu den Zügen der Canadian Pacific in Richtung Norden bestanden. Die Strecke von Montpelier mündete direkt nördlich des Gleisdreiecks in die Hauptstrecke ein. Die Züge dieser Strecke benutzen in der Regel den Bahnsteig der Strecke nach Concord mit und benutzten dabei auf wenigen Metern das Gleis der Hauptstrecke mit.
Nach Wells River führt die Strecke weiter nordwärts entlang dem Connecticut. 17 Kilometer weiter ist Barnet erreicht, wo der Passumpsic River in den Connecticut mündet, der hier von Osten kommt. Die Bahntrasse verlässt nun den Connecticut und führt in das Tal des Passumpsic weiter nordwärts. Kurz vor dem Haltepunkt Inwood zweigte vom 20. November 1928 bis 1967 eine Anschlussbahn der Connecticut River Development Company zum Staudamm des Comerford-Stausees ab. Zwei Spitzkehren waren nötig, um den Höhenunterschied zur Krone des Staudamms zu überwinden. Der Passumpsic River wurde auf einer Stahlbrücke überquert. Noch in den 1970er Jahren wurde die Strecke für gelegentliche Ausflugsfahrten verwendet. Die Gleise liegen noch heute, lediglich die Brücke über den Passumpsic River ist abgebaut. Auch die Hauptstrecke überquert den Passumpsic in diesem Bereich mehrfach.
Bei Streckenkilometer 97 ist der Bahnhof St. Johnsbury erreicht, den auch die Züge der Bahnstrecke Lunenburg–Maquam mitbenutzen. Der westliche Ast dieser Strecke nach Maquam ist stillgelegt. Hinter Burke ist mit der Wasserscheide zwischen Passumpsic und Barton River der höchste Punkt der Strecke erreicht. Von hier fällt sie in das Tal des Barton River ab, dem sie weiter nordwärts folgt. Sie verläuft dabei am Westufer des Crystal Lake. Kurz vor Newport ist der Lake Memphremagog erreicht, dessen südliche Bucht die Strecke mehrfach überquert. In Newport zweigt die Strecke nach Farnham ab, über die bis 1965 die Expresszüge nach Montreal verkehrten. Bis Ende der 1930er Jahre gab es auch einen Expresszug, der von Boston über White River Junction und Lennoxville nach Montreal fuhr, danach musste in Newport umgestiegen werden.
In Newport liegt das Gleis in Richtung Lennoxville noch etwa anderthalb Kilometer bis zum Anschluss der Columbia Forest Products. Von dort bis Lennoxville ist die Strecke stillgelegt und abgebaut. Bei North Derby überquert die Bahntrasse die Staatsgrenze nach Kanada. Direkt danach befand sich der Abzweig der Bahnstrecke Beebe Junction–Stanstead, der als Gleisdreieck ausgeführt war. Entlang dem Tomifobia River erreicht die Bahnstrecke bei Ayer’s Cliff den Lac Massawippi, an dessen Ostufer sie weiterführt. Der letzte Abschnitt der Strecke führt durch das Tal des Massawippi River nach Lennoxville. Der Inselbahnhof diente allen durch die Stadt führenden Bahnstrecken. Auf der westlichen Gleisseite, die der Grand Trunk Railway gehörte und heute von der St. Lawrence and Atlantic Railroad benutzt wird, endete auch die Strecke von White River Junction. Die östliche Gleisseite gehört zur Bahnstrecke Brookport–Mattawamkeag der Montreal, Maine and Atlantic Railway.

## Personenverkehr
Der Fahrplan vom 28. September 1913 sah einen täglichen Expresszug Boston–Montreal über Sherbrooke und einen täglichen Express Boston–Montreal über Richford vor. Der Zug über Sherbrooke führte ab White River Junction Kurswagen von New York. Daneben verkehrte ein Zug Boston–Newport, der über die ehemalige Boston, Concord and Montreal Railroad fuhr und in Newport ebenfalls Kurswagen an den Express über Sherbrooke lieferte. Weiterhin verkehrten an Werktagen verschiedene Personenzüge. Zwei der Züge fuhren auf der Relation Boston–Montreal bzw. Boston–Québec über White River Junction und Sherbrooke, teilweise mit Kurswagen von und auf anschließende Strecken. Ein weiterer Zug verkehrte von Boston nach Newport und hatte ab White River Junction Kurswagen von New York. Zwischen White River Junction und Norwich&Hanover fuhren zwei zusätzliche Züge, von denen einer von Boston kam. Ein Gemischter Zug befuhr die Strecke Barton–Newport. Die Fahrzeit zwischen White River Junction und Newport schwankte zwischen vier und fünf Stunden.
Nach dem Fahrplan vom 15. Januar 1934 gab es damals noch einen täglich verkehrenden Expresszug von New York und Boston nach Montreal über Sherbrooke sowie einen täglichen und einen nur an Werktagen verkehrenden Personenzug zwischen White River Junction und Woodsville (Wells River). Auf dem mittlerweile der Canadian Pacific gehörenden Strecke zwischen Wells River und Newport verkehrte zusätzlich ein werktäglicher Personenzug, sowie ein Expresszug, der zwischen Boston und Montreal fuhr. Die Fahrzeit zwischen White River Junction und Newport betrug für Expresszüge nunmehr drei Stunden 40 Minuten. Mit Personenzügen benötigte man knapp fünf Stunden.
Der Fahrplan vom 25. Oktober 1964 sieht nur noch den täglichen Expresszug Alouette von Boston und New York nach Montreal vor, der nun jedoch nicht mehr über Sherbrooke, sondern über Richford verkehrte. Auf der Strecke von Newport nach Sherbrooke verkehrt im Anschluss an diesen Zug ein Expressbus.
Heute ist der Personenverkehr auf der ehemaligen Connecticut&Passumpsic Rivers Railroad eingestellt, die Strecke wird nur noch im Güterverkehr bedient.

## Unfälle
Bereits im Dezember 1851 ereignete sich der einzige tödliche Unfall auf der Strecke, als der Bahndamm bei North Thetford, etwa 25 Kilometer nördlich von White River Junction unterspült wurde und ein Zug entgleiste. Zwei Personen starben hierbei.